# Marcial Ávalos
Marcial Ávalos (1921. december 5. – ?) paraguayi labdarúgócsatár.